# Dana Rettke
Dana Lynn Rettke (geb. 21. Januar 1999 in Riverside, Illinois, USA) ist eine US-amerikanische Volleyballnationalspielerin auf der Position Mittelblock. 2024 gewann sie Olympiasilber in Paris.

## Karriere
Rettke spielt Volleyball seit ihrer Collegezeit an der Universität in Madison und war ursprünglich eher an Basketball interessiert.
Im Jahr 2018 war sie Teil des US-amerikanischen Volleyball-College-Nationalteams. Seit 2019 spielt Rettke in der US-amerikanischen Nationalmannschaft. Sie verhalf den USA mit ihrem Einsatz in fünf Spielen bei der zweiten Ausgabe des Wettbewerbs der Volleyball Nations League zum Goldgewinn.
Im August 2019 nahm Rettke mit dem Team USA am internationalen Qualifikationsturnier teil, bei dem sich ihr Team einen Startplatz für die Olympische Sommerspielen 2020 sicherte.
Ins Profilager wechselte Rettke 2022 mit einem Vertrag beim italienischen Verein Vero Volley. Seit dem Jahr 2024 spielt sie für Eczacıbaşı Istanbul.
Bei den Olympischen Spielen 2024 in Paris gewann sie die Silbermedaille.